# Аварис
Ава́рис (егип. ḥw.t wr.t Hut-waret, копт. Ⲃⲁⲣⲉⲧ, греч. Αὔαρις) — столица Древнего Египта при гиксосах, расположена на востоке дельты Нила, на правом берегу его Пелусийского рукава. Сейчас на территории Авариса находятся современные местности Телль эль-Даба (юг), Эзбет-Рушди (север) и Эзбет-Хелми (запад).

## История
Первое поселение на месте Авариса было основано в XX веке до н. э. при фараоне XII династии Аменемхете I. В результате постепенного заселения этой области в конце XII и во время XIII династии азиатскими племенами, поселение расширилось, став значительным многонациональным городом — центром морской и сухопутной торговли. В восточной части города находились храмы и кладбища, свидетельствующие о заимствовании пришельцами египетских традиций. XV гиксосская династия сделала Аварис своей столицей. По словам Манефона: «Найдя в номе Сетроите чрезвычайно удобно расположенный город, находящийся на востоке от реки Бубастиса, именуемый по какому-то древнему религиозному преданию, Аварис, он [первый царь гиксосов] отстроил его и очень хорошо укрепил стенами» (Иосиф Флавий «Против Апиона» I. 14). Манефон сообщает, что при гиксосах население Авариса составляло, по меньшей мере, 240 000 человек.
Во время правления гиксосов город продолжал расширяться, и недостаток места привёл к вторжению жилой застройки на территорию погребений, в результате чего погребения стали примыкать к жилым домам и даже оказались внутри жилых зданий. Тогда же в западной части города возводится укреплённая цитадель.

### Яхмос I
Одержав победу в ряде битв на суше и на Ниле, Яхмос I подступил к столице гиксосов Аварису и осадил её. Осада Авариса, продолжавшаяся несколько лет, была прервана восстанием в Верхнем Египте, и город был захвачен лишь на 11 году правления Яхмоса (ок. 1542 год до н. э).
После изгнания гиксосов цитадель перестраивается, превращаясь из крепости в дворцовую царскую резиденцию. В украшении стен дворца принимают участие минойские художники. Территория дворца была населена во время правления Аменхотепа III, и, по-видимому, Рамсеса II.
Около 1278 года до н. э. Рамсес II к северу от Авариса возводит новый дворец Пер-Рамсес («дом Рамсеса»). Столица Египта переносится туда, а Аварис становится её портом.

## Религия
В городе был главный в Египте храм бога Сета.
В библеистике есть устоявшееся представление, что именно строительство новой столицы Пер-Рамсес с использованием на стройке евреев (гиксосов) как рабов, вызвало Исход евреев из Египта под предводительством Моисея.

## Связь с минойской цивилизацией

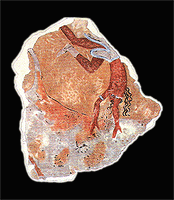
Фрагмент минойской фрески, Аварис, тождественной фреске о. Крит

Кроме как на Санторине, Крите и в Аварисе, только в двух местах сохранились настенные росписи в минойском стиле: Тель-Кабри в Израиле и Алалах в Сирии. По мнению археологов, возможно, в Аварисе находилось минойское посольство, и здание с фреской нужно было для их ритуальной жизни в Египте. Сам первооткрыватель М. Битак предполагал, что возможно, они могли быть выполнены минойскими мастерами в качестве свадебного подарка в связи с браком минойской принцессы с египетским фараоном, хотя не исключал и другие варианты.

## Исследования

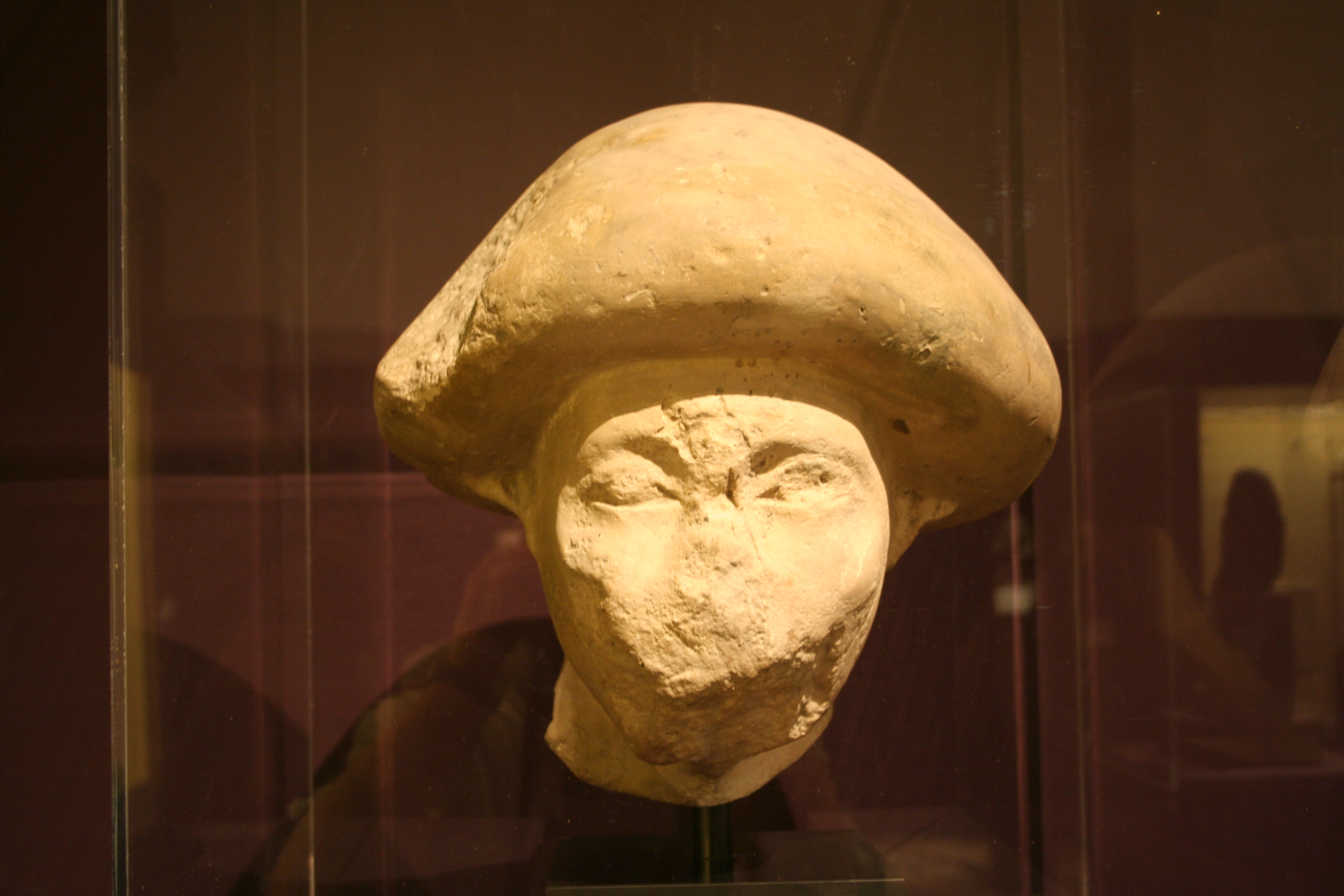
Голова статуи азиатского чиновника, Аварис.

Проблема местоположения Авариса долгое время оставалась нерешённой. В частности, Пьер Монте ошибочно отождествлял Аварис, Пер-Рамсес и Танис. После того, как в 1966 году австрийская экспедиция под руководством Манфреда Битака начала свои раскопки в Аварисе, вопрос о местонахождении Авариса и Пер-Рамсеса окончательно разрешился.
Общая площадь археологического участка около 2 км². За время раскопок в городе были открыты остатки дворца и храма XII—XIII династии, гиксосского дворца в Эзбет-Хелми, а также храма Сета XIX династии. При раскопках кладбища обнаружены три типа погребений: в простых ямах; в ямах, перекрытых сводами из саманного кирпича; детские погребения в больших сосудах. В одном из погребений был найден хорошо сохранившийся медный кинжал. В 1988 году нашли незавершённую голову колоссальной статуи азиатского сановника, состоявшего на службе у египтян.
В 1991 году в Эзбет-Хелми было сделано самое значительное открытие: среди обломков на месте дворцового сада было найдено множество фрагментов минойской стенной росписи, или росписи, восходящей к минойскому стилю. На фрагментах изображены юноши, скачущие на спине быка.
В 2010 году австрийские археологи уточнили границы расположения Авариса и построили радиолокационное изображение местности, с помощью локатора были обнаружены новые улицы и дома.